# Circonscription de Tata
La circonscription de Tata est la circonscription législative marocaine de la province de Tata située en région Souss-Massa. Elle est représentée dans la Xe législature par Lahoucine Bouzihay et Mustapha Tadoumant.

## Historique des députations
| Législature | Début de mandat  | Fin de mandat    | Députés élus | Députés élus            | Députés élus | Députés élus             |
| ----------- | ---------------- | ---------------- | ------------ | ----------------------- | ------------ | ------------------------ |
| IXe         | 26 novembre 2011 | 7 octobre 2016   |              | Lahoucine Bouzihay (PI) |              | Mustapha Tadoumant (RNI) |
| Xe          | 8 octobre 2016   | 8 septembre 2021 |              | Lahoucine Bouzihay (PI) |              | Mustapha Tadoumant (RNI) |
| XIe         | 9 septembre 2021 | ?                |              | Hassan Tabi (PAM)       |              | Mustapha Tadoumant (RNI) |

## Historique des élections

### Découpage électoral d'octobre 2011

#### Élections de 2016
| Parti       | Parti                                         | Voix   | %      | Député(s) élus     |  |
| ----------- | --------------------------------------------- | ------ | ------ | ------------------ |  |
|             | Rassemblement national des indépendants (RNI) | 10 114 | 29,02  | Mustapha Tadoumant |  |
|             | Parti de l'Istiqlal (PI)                      | 9 863  | 28,30  | Lahoucine Bouzihay |  |
|             | Parti authenticité et modernité (PAM)         | 7 420  | 21,29  |                    |  |
|             | Parti de la justice et du développement (PJD) | 5 675  | 16,29  |                    |  |
|             | Union socialiste des forces populaires (USFP) | 657    | 1,89   |                    |  |
|             | Fédération de la gauche démocratique (FGD)    | 381    | 1,09   |                    |  |
|             | Mouvement démocratique et social (MDS)        | 280    | 0,80   |                    |  |
|             | Union constitutionnelle (UC)                  | 231    | 0,66   |                    |  |
|             | Parti de la gauche verte (PGV)                | 120    | 0,34   |                    |  |
|             | Parti du progrès et du socialisme (PPS)       | 106    | 0,30   |                    |  |
|             |                                               |        |        |                    |  |
| Inscrits    | Inscrits                                      | 62 674 | 100,00 |                    |  |
| Abstentions | Abstentions                                   | 27 827 | 44,40  |                    |  |
| Exprimés    | Exprimés                                      | 34 847 | 55,60  |                    |  |

#### Élections de 2021
| Parti       | Parti                                               | Voix   | %      | Députés élus       |  |
| ----------- | --------------------------------------------------- | ------ | ------ | ------------------ |  |
|             | Rassemblement national des indépendants (RNI)       | 16 800 | 33,33  | Mustapha Tadoumant |  |
|             | Parti authenticité et modernité (PAM)               | 13 901 | 27,58  | Hassan Tabi        |  |
|             | Parti de l'Istiqlal (PI)                            | 9 909  | 19,66  |                    |  |
|             | Mouvement populaire (MP)                            | 6 307  | 12,51  |                    |  |
|             | Parti de la justice et du développement (PJD)       | 2 102  | 4,17   |                    |  |
|             | Union socialiste des forces populaires (USFP)       | 678    | 1,35   |                    |  |
|             | Parti du progrès et du socialisme (PPS)             | 376    | 0,75   |                    |  |
|             | Parti de la liberté et de la justice sociale (PLJS) | 198    | 0,39   |                    |  |
|             | Parti de l'Espoir (PE)                              | 129    | 0,26   |                    |  |
|             |                                                     |        |        |                    |  |
| Inscrits    | Inscrits                                            | 74 292 | 100,00 |                    |  |
| Abstentions | Abstentions                                         | 23 892 | 32,16  |                    |  |
| Exprimés    | Exprimés                                            | 50 400 | 67,84  |                    |  |